# Theresienwiese (Heilbronn)

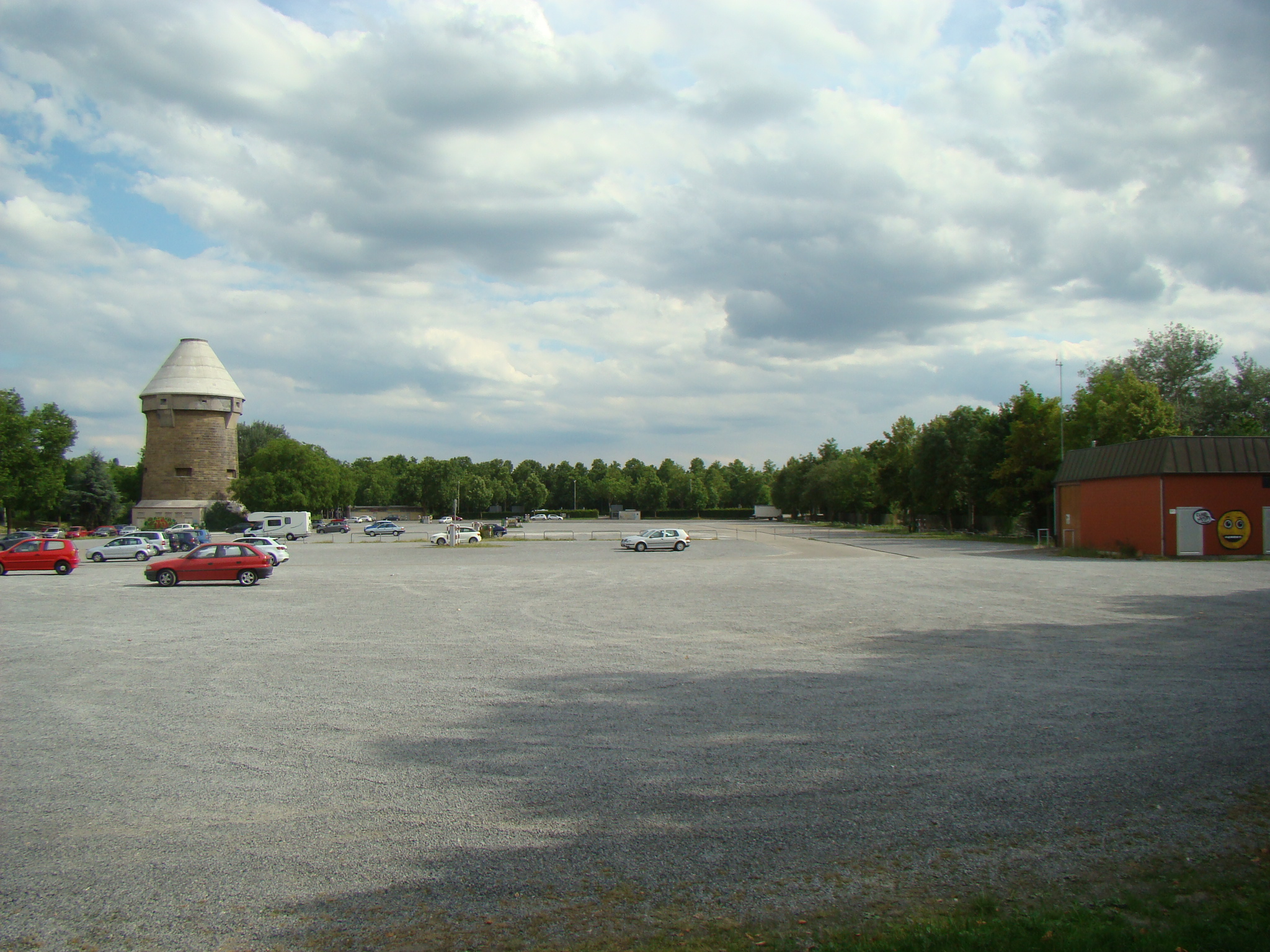
Festplatz Theresienwiese in Heilbronn, Blick Richtung Ost

Die Theresienwiese in Heilbronn ist ein Festplatz, auf dem regelmäßig Feste und Veranstaltungen stattfinden. Die Theresienwiese liegt außerhalb der Innenstadt am Neckarkanal. Der Name Theresienwiese ist nicht offiziell von der Stadt Heilbronn verliehen worden, aber allgemein gebräuchlich. Der Name geht auf das Maria-Theresia-Ordensfest am 1. Juni 1815 zurück, das damals auf einer Wiese zwischen Heilbronn und dem heutigen Stadtteil Böckingen stattfand.

## Geschichte

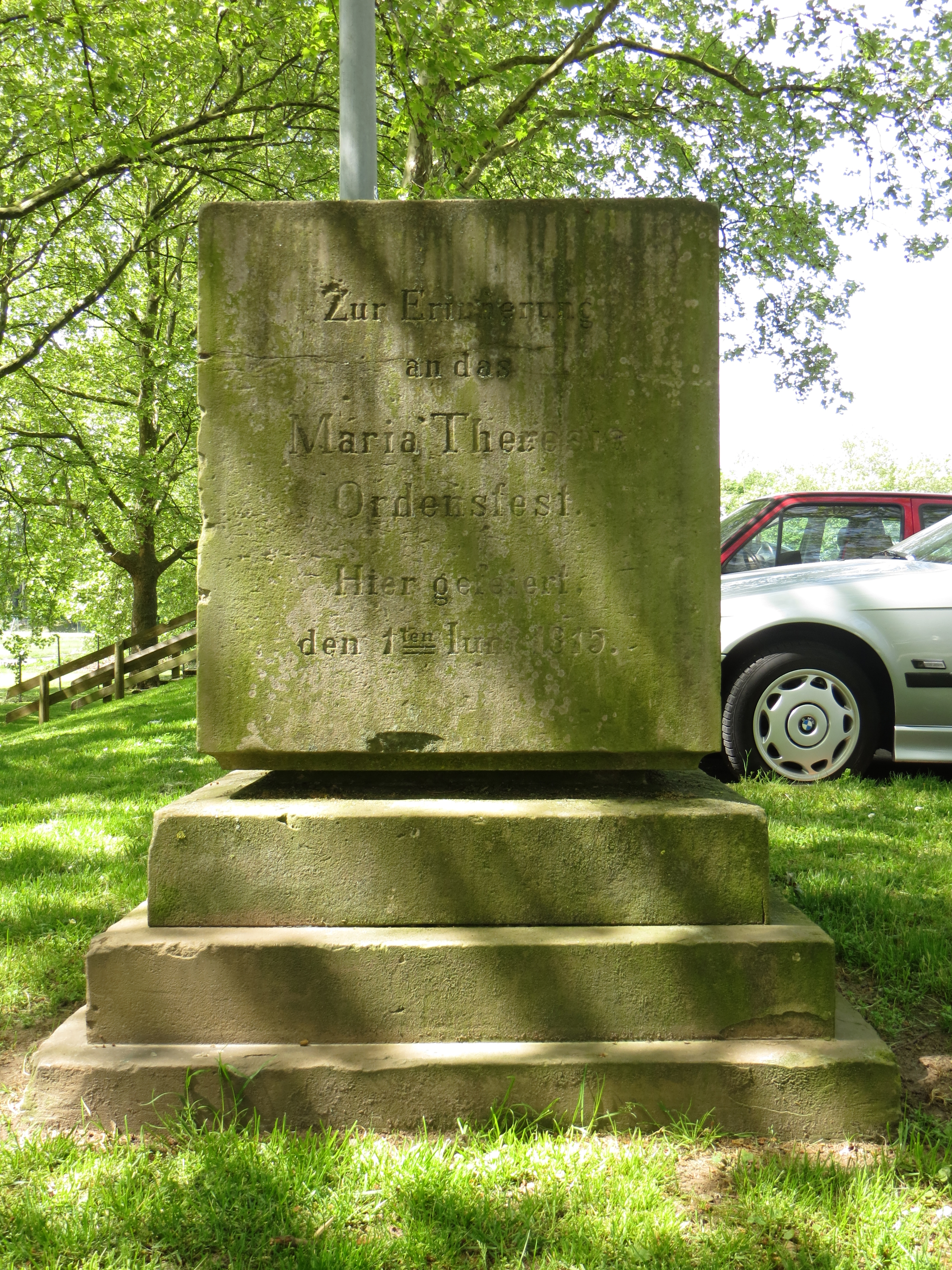
Gedenkstein an das Ordensfest 1815, nahe der Theresienwiese. Kopie des originalen Steins von 1953 oder später.

Die Ursprünge der Theresienwiese liegen in dem flachen Vieh- und Weideland in den Auen des Altneckars zwischen Heilbronn und dem einst reichsstädtischen Dorf Böckingen. Mit der viehwirtschaftlichen Nutzung dieser Gegend in Zusammenhang steht das unweit der Theresienwiese befindliche, 1769 in Alleinlage errichtete Schießhaus, das als Saalgebäude für den Heilbronner Pferdemarkt diente und bei dem sich der Festplatz Hammelwasen befand. Später wurde im Zuge des Ausbaus der Bahnhofsvorstadt östlich der Theresienwiese der Heilbronner Schlachthof errichtet.
Die Bezeichnung Theresienwiese geht auf einen Festakt zurück, bei dem der österreichischen Armee am 1. Juni 1815 der Maria-Theresia-Orden verliehen wurde. Diese Vergabe der Auszeichnung war ursprünglich in Wien geplant. Nachdem Napoleon Bonaparte am 1. März des Jahres aus seinem Exil auf Elba nach Frankreich zurückgekehrt war, wurde beschlossen, bei Heilbronn ein großes Truppenkontingent der österreichischen Armee zu versammeln, so dass die Verleihung hier durchgeführt wurde. Bei dem Festakt waren 136 Fürsten zugegen, die Truppenparade wurde von rund 8000 Mann nebst leitenden Offizieren abgehalten. Es befanden sich fast ebenso viele Soldaten in Heilbronn, wie die Stadt zu jener Zeit an Einwohnern zählte. Das ausgedehnte flache Gelände der Theresienwiese bot genug Platz für Lager und Aufmarsch der Truppen. 
Obwohl nie eine offizielle Namensgebung für die Örtlichkeit stattfand, so wurde die Bezeichnung Theresienwiese zur allgemeinen Bezeichnung. Im Jahr 1865 hieß es zumindest in einem offiziellen Dokument noch: „Die Umgebung des Schießhauses ward in neuerer Zeit der Platz, wo große Feste gefeiert oder Versammlungen gehalten worden sind.“ Seinen Charakter als Wiese hat der Platz in der jüngeren Vergangenheit eingebüßt, als er asphaltiert und geschottert wurde. Durch den Bau des Neckarkanals, der Eisenbahnbrücke, der Theresienstraße und der Karlsruher Straße (B 293) wurde der Platz nach allen Seiten hin auch scharf begrenzt.

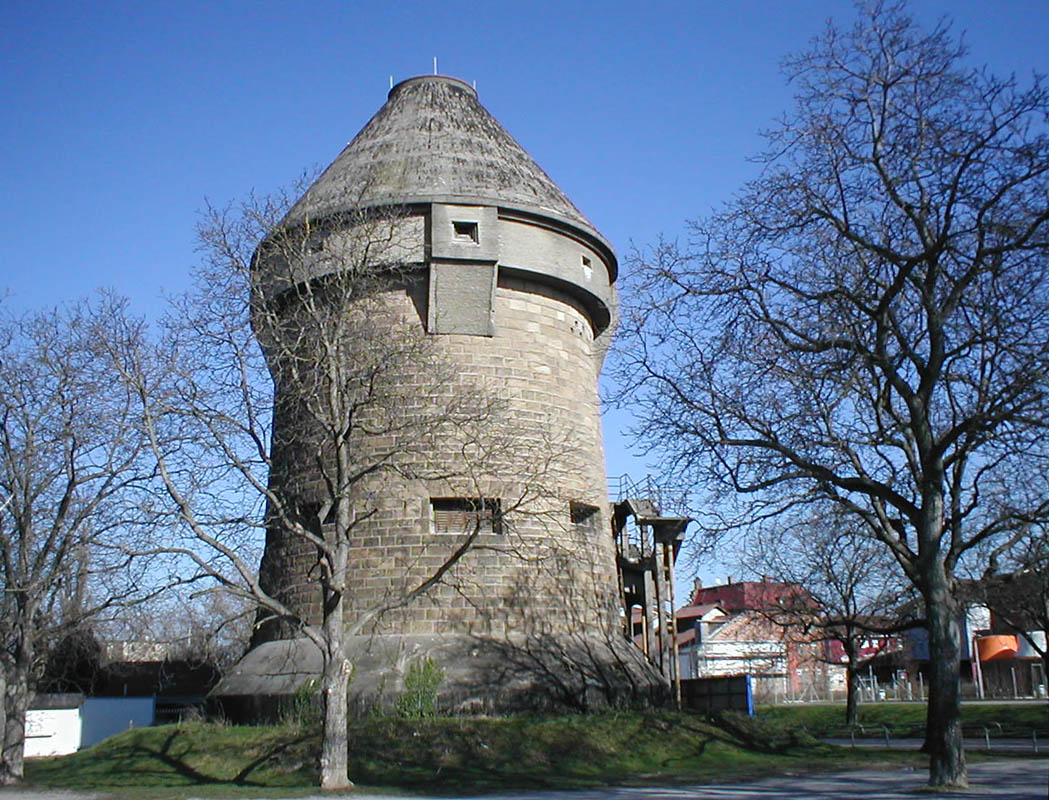
Der Theresienturm (Bunker, 1940) auf der Theresienwiese

Im Herbst 1940 errichtete das Luftgaukommando VII am Rand der Theresienwiese einen Hochbunker mit kegelstumpfförmigem Dach. Nach dem im Jahr 1936 tödlich verunglückten Generalstabschef der Luftwaffe, Walther Wever, wurde er General-Wever-Turm genannt. Der Turm hat die verheerenden Luftangriffe auf Heilbronn überdauert und ist bis heute die weithin sichtbare Landmarke des Festplatzes. Am 2. Februar 2016 beschloss der Heilbronner Gemeinderat, den General-Wever-Turm in Theresienturm umzubenennen.
Am 25. April 2007 wurde die Polizistin Michèle Kiesewetter mutmaßlich durch den Nationalsozialistischen Untergrund auf der Theresienwiese durch einen Kopfschuss ermordet und ihr Kollege schwer verletzt, bei den Ermittlungen zu dieser Tat entstand das Heilbronner Phantom.

## Feste und Veranstaltungen

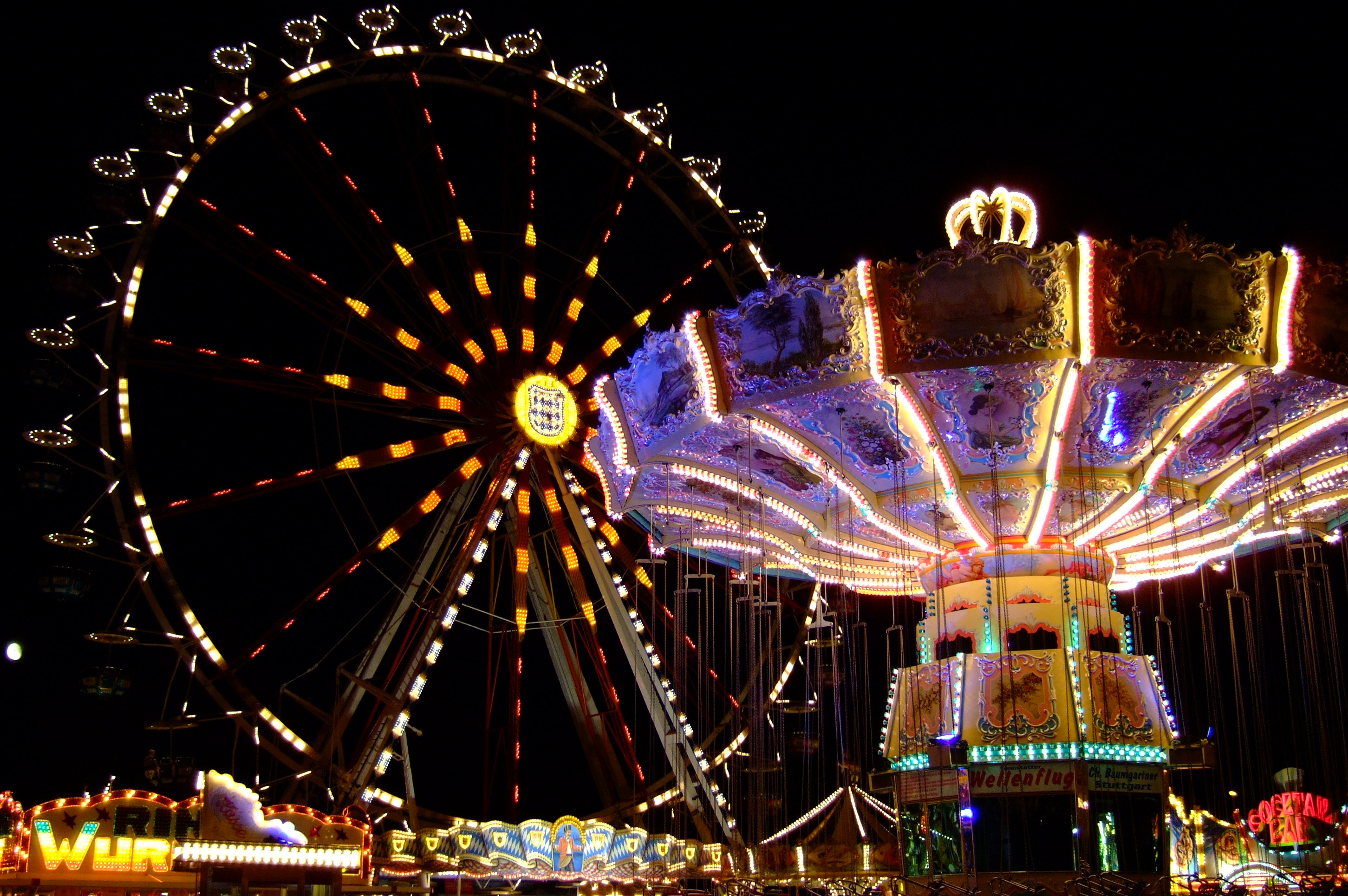
Unterländer Volksfest 2006

Das Unterländer Volksfest Heilbronn findet elf Tage auf der Theresienwiese statt und ist eines der größten Volksfeste in Baden-Württemberg. Das Unterländer Volksfest zieht vor allem die jungen Generationen an, da es jedes Jahr ein buntes Programm gibt. Jedes Jahr kommen rund 250.000 Besucher zum Volksfest auf die Theresienwiese. Ebenso findet jedes Jahr der Weihnachtszirkus auf der Theresienwiese in Heilbronn statt, der ca. 75.000 Besucher anzieht. Die Theresienwiese ist außerdem Austragungsort der Messe Heilbronn (früher: Unterlandschau) sowie zahlreicher weiterer Veranstaltungen, darunter auch regelmäßige Flohmärkte. Der Platz wird an veranstaltungsfreien Tagen als Parkplatz genutzt.

## Anbindungen

### Straße
Die Theresienwiese ist an die Bundesstraße B293 angebunden und wird von den Buslinien 1; 5; 10; 13; 61 und 62 an der eigenen Haltestelle angefahren. 

### Schiene
Ganz in der Nähe, ca. 5 Minuten Fußweg entfernt, befindet sich der Heilbronner Hauptbahnhof, mit Verbindungen nach Stuttgart, Würzburg, Heidelberg, Schwäbisch Hall-Hessental und Mosbach-Neckarelz. Ebenso gibt es eine Stadtbahnhaltestelle Heilbronn Hauptbahnhof/Willy-Brandt-Platz, die von den Linien S 4 und S 42 der Stadtbahn Heilbronn angefahren wird. Die S 4 fährt den ganzen Tag 2 Mal stündlich nach Öhringen und Karlsruhe, zwischen Schwaigern-West und Weinsberg verkehren zusätzliche Züge. Die S 42 fährt im 30-Minuten-Takt nach Neckarsulm.

## Gedenkstätte

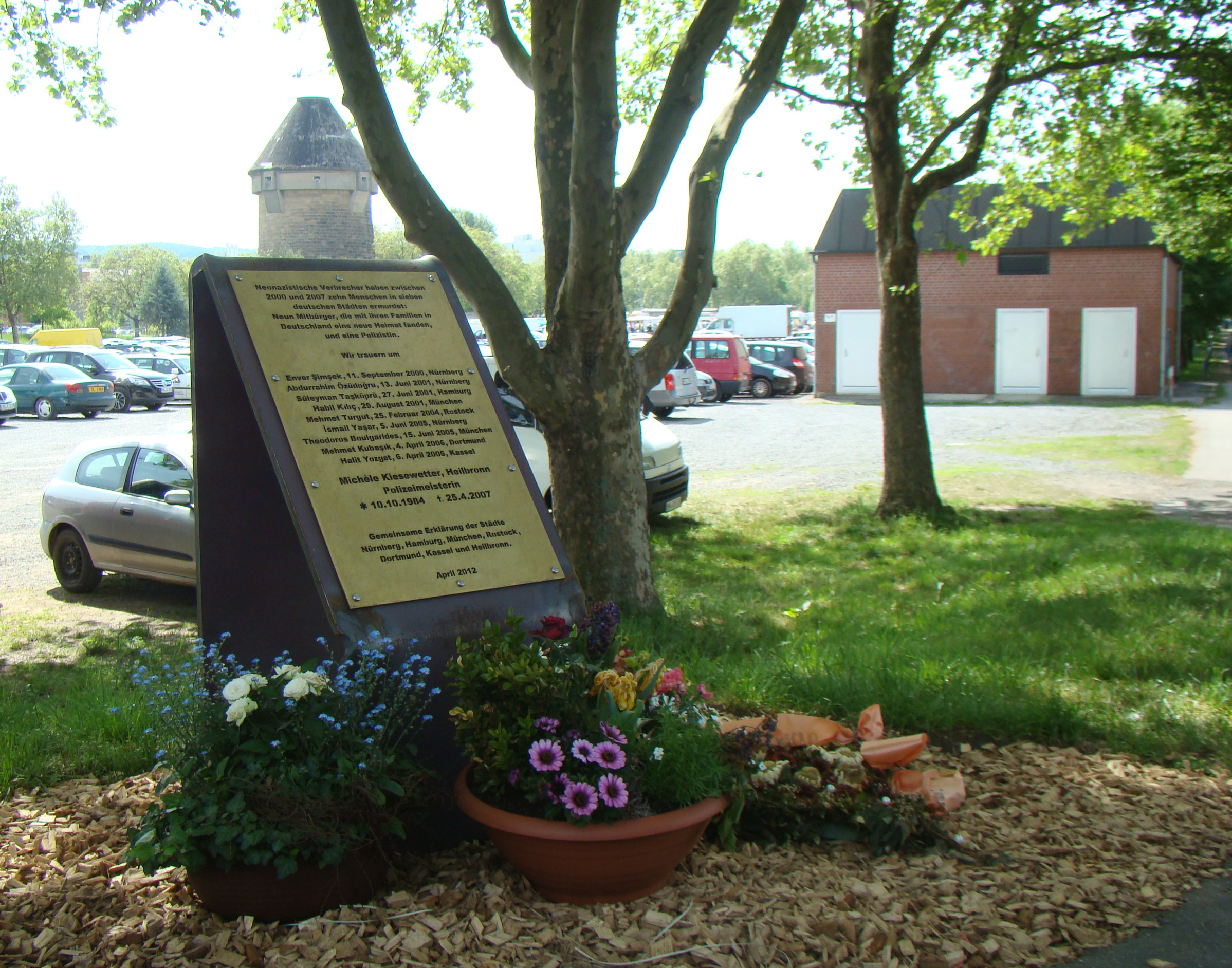
Gedenktafel auf der Theresienwiese

Am nördlichen Ende befindet sich eine Gedenktafel für zehn Personen, die von neonazistischen Verbrechern ermordet wurden, darunter die aus Thüringen stammende Polizistin Michèle Kiesewetter. Sie wurde unweit dieser Stelle von der ebenfalls aus Thüringen stammenden Gruppe Nationalsozialistischer Untergrund im Dienstwagen ermordet.